# Jorge Luis Ramírez
Jorge Luis Ramírez (11 luglio 1977) è un ex calciatore cubano, di ruolo centrocampista.

## Carriera

### Club
Ha sempre giocato nel campionato cubano.

### Nazionale
Ha esordito in Nazionale nel 2002.